# Occator (krater na Cereri)
Occator je krater na Cereri, patuljastom planetu, a koji sadrži „Spot 5”, najsjajniju od svijetlih točaka koje je uočila letjelica Dawn. Bila je poznata kao "Regija A" u zemaljskim slikama snimljenim s teleskopima Keck na Mauna Kei. 
Krater je dobio ime po Occatoru, rimskom bogu i pomagaču Cereri. Ime Occator službeno je odobrila Međunarodna astronomska unija 3. srpnja 2015.
9. prosinca 2015., znanstvenici su izvijestili da su svjetla mjesta na Cereri, uključujući i one u Occator, može biti povezano s vrstom soli, osobito oblik slanom otopinom koja sadrži Magnezijev sulfat heksahidrat (MgSO4 · 6H2O); pronađene su i mrlje povezane s glinama bogatim amonijakom. U novije vrijeme, 29. lipnja 2016., znanstvenici su izvijestili da je svijetla točka uglavnom natrijev karbonat (Na2CO3), što upućuje na to da je hidrotermalna aktivnost vjerojatno uključena u stvaranje svijetlih mrlja. 
Svijetla kupola u sredini kratera nosi naziv Cerealia Facula, a skupina tanjih svijetlih mrlja prema istoku naziva se Vinalia Faculae. U srpnju 2018. NASA je objavila usporedbu fizičkih značajki, uključujući Occator, pronađene na Cereri sa sličnim onima koji su prisutni na Zemlji.